# Шаройко Василь Никифорович
Василь Никифорович Шаройко (нар. 1 травня 1929, село Андрійковичі Стародубський повіт Брянської губернії — пом. 14 грудня 2019, Нікополь) — український поет, член НСПУ (1984).

## Біографія
Народився в селянській родині. Після смерті матері переїхав до дідуся Михайла в с. Чистопілля Верхньорогачицького району Херсонської області.
Закінчив
- шкільне відділення Нікопольського педучилища,
- філологічний факультет Кіровоградського педінституту
- юридичний факультет Київського університету ім. Т. Г. Шевченка.

Працював учителем української мови і літератури та директором у загальноосвітніх школах Вінницької і Херсонської областей.
Із 1985 року — на творчій роботі.

## Творчий доробок
Автор 34 книжки гумористичних і сатиричних віршів для дітей та дорослих:
- «Помічниці» («Веселка», 1977),
- «Де сонечко ховається» («Веселка», 1980),
- «Лебідь на балансі» («Таврія», 1982),
- «Веселий дзвоник» («Таврія», 1984),
- «Хворий заєць» («Таврія», 1988),
- «Зарозумілий павич» (Бібліотека «Перця», 1989),
- «Щоб сонечко світило» («Таврія», 1990),
- «Цілком демократично» (Херсон, «Просвіта», 1993),
- «Нулі та королі» (Херсон, «Степ», 1994),
- «Хто ж розплутає слова?» («Веселка», 1994),
- «Як врятували горобця» (Херсон, «Степ», 1994),
- «Жива граматика» (Херсон, «Степ», 1995),
- «У бабусі внучки, внуки…» (Херсон, «Степ»,1995),
- «Сонячні зайчики» (Херсон, «Степ», 1995),
- «Дірка від бублика» (Херсон, «Степ»,1996),
- «Відверта розмова» (Херсон, «Степ», 1997),
- «Без церемонії» (Херсон, 1997),
- «Керівний баран»
- «Хитрий щоденник» (Херсон, 1998).
- «В тому році не було зими»
- «На мосту любові»
- «Щоб ти щасливою була»
- «Згадую то з радістю, то з болем»
- «Завжди залишаймося людьми»
- «Кмітливі діти» (2010)
- «Книжечка про звірів та птахів»
- «Допомога прибула»
- «Солом'яна душа»
- «На коні»
- «Про дошкільнят та школярів»
- «Книжка віршів для малят» (2017)
- «Принциповий хамелеон» (2018)
- «Не розстануся я з вами» (2019)

Упорядник збірника гумору і сатири «Придніпровські усмішки» («Таврія», 1989).
Переклав окремі твори багатьох російських та білоруських поетів-гумористів.

## Пам'ять
22 червня 2023 року у місті Ірпінь провулок Достоєвського перейменували на провулок Василя Шаройка.

## Про письменника
- Василь Шаройко про себе // Светофор.  1999.  6 мая.  С.15.
- Василь  Шаройко  //  Письменники  Радянської України. 1917-1987 :  біобібліогр. довід. / авт.упоряд. В. К. Коваль, В. П. Павловська. — К.:Рад. письменник, 1988. — С.655.
- Василь  Шаройко: біобібліогр. покажч. /  Обл. держ. бка для дітей; уклад. Ю.Слущенко, А. Крат.  Херсон, 1996.  16с.  (Херсонські письменники — дітям).
- Шаройко Василь Никифорович // Знаменні і пам'ятні дати Херсонщини на 2004 рік: бібліогр. покажч. / ХОУНБ ім. Олеся Гончара. — Херсон, 2003. — С. 5658